# 爭取變革獨立團體
争取变革独立团体（英語：The Independent Group for Change），前称变革英國—獨立團體（Change UK – The Independent Group），尚未註冊為政黨時名為獨立团体（The Independent Group），常称变革英国（Change UK），是英國短暫存在的一個中間派親歐洲主義政黨。該黨於2019年2月組成，2019年4月15日正式註冊。其七個創始議員都因為與工黨就脫歐和工黨反猶太主義等問題出現分歧，因而退出工黨而成立另一個政治組織。創立組織後，另一名工黨下議員亦因類似原因而退黨並加入獨立團體。至於保守黨，3名屬於該黨的下議員不滿保守黨處理脫歐的手法，同告退黨並加入此黨，令文翠珊政府失去下議院過半數。与请愿网站Change.org发生法律纠纷后，该党在2019年6月改为现名。最後於六個月後因在大選中全軍覆沒而解散。

## 歷史

### 組成

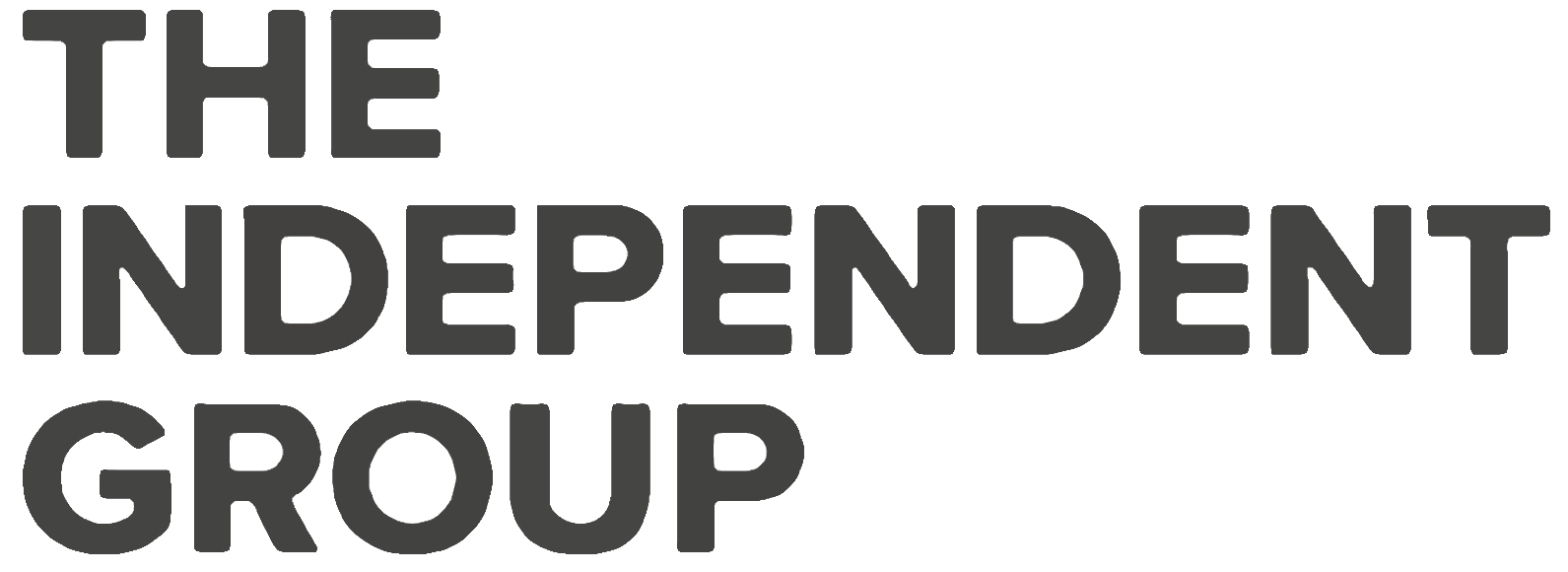
獨立團體時期的標誌

2019年2月18日，卢西亚娜·伯杰、安妮·科菲、迈克·加普斯、克里斯·莱斯利、加文·舒克、安吉拉·史密斯、楚卡·乌穆纳，一共7名隸屬工黨的下議院議員共同舉行記者會，宣布集體退黨。部分英國媒體稱此七人乃「七人幫」，比對在1981年退出工黨組成社會民主黨的英國四人幫。七人幫中其中四人為勞工與合作黨黨員，四人均決定退出兩個政黨。七人幫的伯杰在記者會上指工黨變得「在體制上反猶」，莱斯利抨擊工黨被「強硬左派的政治機器騎劫」，加普斯則「對工黨黨魁同流合污，協助英國脫歐而感到憤怒。」
舒克、史密斯、莱斯利，以及在創黨後第二日加入的乔安·莱恩，亦於2018年分別在其選區的黨部中的信任投票中落敗，至於針對伯杰的兩項不信任動議則在提出後被撤回。
獨立团体呼籲其他黨派的議員加入他們，乌门纳表示沒有計劃與自由民主黨合併，希望走出「第三路線」。
团体成立後，創始人之一的安吉拉·史密斯到英國廣播公司的《政治直播室》接受訪問，談及工黨的種族政策之時，被懷疑以「一點有趣顏色」的字眼形容黑人及亞洲人等有色人種。史密斯其後致歉，形容自己「失言得十分嚴重」。

### 擴張
小組成立後的2月19日，工黨的乔安·莱恩成為最新一位加入組織的下議員。2月20日，三名保守黨下議員－莎拉·沃拉斯頓、海蒂·艾倫和安娜·蘇布里宣布加入獨立團體，三人抨擊文翠珊處理脫歐的手法，以及保守黨對民主統一黨和支持硬脫歐的歐洲研究小組的依賴，以令脫歐相關的投票能獲通過。

### 註冊與更名

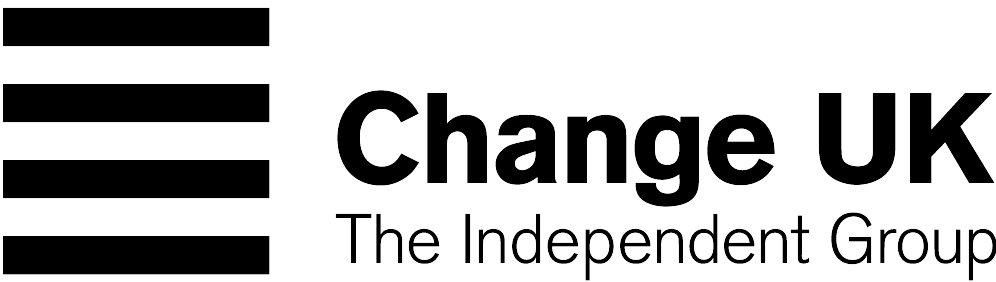
变革英國－獨立團體時期的標誌

同年3月，獨立團體宣布正以「变革英國—獨立團體」之名申請為正式政黨。申請於4月15日獲批，遂於同日更名。

### 歐洲議會選舉
变革

英國於5月舉行的2019年歐洲議會選舉中在國內取得3%選票，但未能取得任何議席。

### 衰落
在同年6月4日舉行的黨團會議後，剛好過半數的6名議員宣布退黨，成為獨立議員。其中楚卡·烏穆納隨後宣布加入自由民主黨。安娜·蘇布里成為黨魁。
同年12月大選，僅餘的三名候選人全軍覆沒。最終該黨於一週後解散。

## 回應

### 工黨
- 黨魁傑瑞米·柯賓：「工黨的政策在上次大選中鼓舞了數百萬人，我對於這些議員感到難以繼續共同努力而感到失望[23]。」
- 影子財政大臣麥祖恩：七人幫是以工黨黨員的身份當選，因此他們有「責任」辭職並參加國會補選（英语：UK Parliamentary by-elections），以贏得選民對他們新政黨的支持[9]。」
- 蘇格蘭工黨黨魁理查德·倫納德（英语：Richard Leonard (Scottish politician)）：新組織的議員是讓保守黨「擺脫困境」[24]，包括副黨魁屈臣堂（英语：Tom Watson (Labour politician)）在內的其他黨員則強調工黨要反思，副黨魁懇求工黨作出改變，以避免更多人退黨[25]
- 下議員伊恩·奧斯丁：警告郝爾彬工黨可能會再有更多叛逃事件出現。同月22日，其以類同原因宣布退出工黨，表示對郝爾彬治下的工黨感到羞恥，但因在脫歐議題上與獨立團體有不同意見，而暫無打算加入團體[26][27][28] 。獨立團體中的前工黨議員表示支持奧斯汀[29]。
- 下議員露絲·喬治（英语：Ruth George）：獨立團體仍未公佈金援來源，宣稱團體可能獲得以色列國的經濟支援。有關言論被廣泛批評帶有反猶陰謀論，喬治隨後收回言論並且致歉[30][31][32]。
- 前蘇格蘭工黨黨魁凱齊亞·杜格代爾（英语：Kezia Dugdale）：呼籲工黨領袖們表達出「寬容和理解」[24]。
- 青年工黨（英语：Young Labour (UK)）：曾任「以色列之工黨朋友」主席的乔安·莱恩（英语：Joan Ryan）退黨後，青年工黨在推特發表題為「乔安·莱恩離去，巴勒斯坦生存下去[c]」的貼文，但有關貼文被指控為「令人非常討厭的一派胡言」，有關貼文隨後被刪除[33][34][35]。青年工黨亦以工黨傳統黨歌《赤旗歌》中的「懦夫退縮，叛徒冷笑」去形容退黨的黨員[36]。

- 工黨學生會（英语：Labour Students）：推特貼文表示「這是對工黨十分傷心的一日，那些幸災樂禍的人認為這個就是反猶太主義的報復，那他們就完全錯了。但我們呼籲大家共同為一個顛覆性的工黨政府而留下來奮鬥，它將會令英國再一次變得更好[37]。」

#### 附屬工會
工黨附屬工會團結聯盟秘書長萊恩·麥克拉斯基表示七人幫應該辭職以發動補選：「若果他們自認是民主人士，我想知道他們會否辭職發動補選，給予選民一個機會，讓他們知道選民是否還想他們被選上。」另一工會UNISON的黨魁戴夫·普倫蒂斯表示是次分裂乃「可怕的消息」，指出「分裂出來的政黨將不會勝出選舉」，其言論獲工會GMB黨魁蒂姆·羅奇贊同。

### 保守黨
- 保守黨黨魁兼首相文翠珊：對三名保守黨員（莎拉·沃拉斯頓（英语：Sarah Wollaston）、海蒂·艾倫（英语：Heidi Allen）、安娜·蘇布里）的退出感到傷心，但強調保守黨「總是主動提出...體面、溫和和愛國的政治」[19]。

- 前保守黨黨魁兼前首相戴维·卡梅伦：在推特發表聲明，尊重但不認同三名保守黨員退黨的決定，表示黨需要「各個層面發出強烈的聲音」[38]。較早前亦向叛逃者發出相同訊息，詢問他們「現在說服你們留下來會不會太遲[39]？」
- 脫歐派下議員邁克爾·法布里坎特：對他們（三名保守黨員）的離開感到遺憾，但政府必須回應脫歐公投的結果。
- 前教育大臣妮基·摩根：對「有原則且無所畏懼的朋友」安娜·蘇布里退黨感到「十分抱歉」[40]。

### 自由民主黨
獨立團體成立前，自民黨黨魁祈維信表示自民黨會以「某種形式與他們（獨立團體）合作」，但自民黨不會被他們「吸納」。團體成立後，蘇格蘭自由民主黨黨魁威利·雷尼表示：「這是一個證明工黨走樣的確鑿證據，以及一個令人被說服的正面變革例子。」祈維信之後表示已經向「新的獨立組織施予友誼之手」，並看到「一種作為合作安排的前進方向，一個有很多共同點的團體的聯盟」，且建議自民黨可以與獨立團體協調，避免雙方在未來的選舉中都派出人選，使人漁人得利。

### 脫歐派
脫歐黨黨魁兼歐洲議會議員奈傑爾·法拉奇表示團體的成立是英國政黨重組之始。

## 架構及目標
獨立團體並非已註冊的英国政党，而是一群由無黨籍下議員組成的無黨魁組織。團體的理念獲其中一成員－舒克所開設的私人公司－Gemini A Ltd支持，伯杰表示7名創辦人都有自己出錢資助組織的成立。團體表示將會按照規管政黨捐獻的法例，公開所收的捐款細節，即只接受來自英國公民的捐款，並列出捐款多於7500英鎊的捐款人姓名。
團體的關鍵理念為：「政治已被破壞，讓我們改變它」，團體又指出他們將致力追求循證政策，而非由意識形態主導的政治，又會寬容其他的選項。具體的價值觀包括：社会市场经济、新闻自由、环境保护主义、权力下放、輔助性原則、以及反對脫歐。11名議員都支持舉行第二次脫歐公投。
舒克指出：「（我們）支持受良好監管的營商環境，但反過來我們希望商人提供體面、安全和高薪的工作」，莱斯利強調團體是親北約的。除此以外，團體指出他們支持「多樣暨混合的社會經濟市場」。團體反對種族主義和反猶太主義，伯杰和史密斯更加指控工黨在郝爾彬領導下出現體制上的反猶太主義。
乌门纳盼望2019年尾前可以組成新的政黨，但新政黨將不再有權獲得反對黨派的議會經濟援助。

## 曾屬此黨的國會議員列表
| 姓名              | 姓名 | 選區                     | 原本所屬政黨 | 原本所屬政黨 | 首次當選日期 | 加入日期      | 退出日期     |
| ----------------- | ---- | ------------------------ | ------------ | ------------ | ------------ | ------------- | ------------ |
| 海蒂·艾倫         |      | 南劍橋郡                 |              | 保守黨       | 2015年5月7日 | 2019年2月20日 | 2019年6月4日 |
| 卢西亚娜·伯杰     |      | 利物浦韋弗特里           |              | 勞工與合作黨 | 2010年5月6日 | 2019年2月18日 | 2019年6月4日 |
| 安妮·科菲         |      | 斯托克波特               |              | 工黨         | 1992年4月9日 | 2019年2月18日 |              |
| 迈克·加普斯       |      | 南伊爾福德               |              | 勞工與合作黨 | 1992年4月9日 | 2019年2月18日 |              |
| 克里斯·莱斯利     |      | 東諾丁漢                 |              | 勞工與合作黨 | 1997年5月1日 | 2019年2月18日 |              |
| 乔安·莱恩         |      | 北恩菲爾德               |              | 工黨         | 1997年5月1日 | 2019年2月19日 |              |
| 加文·舒克         |      | 南盧頓                   |              | 勞工與合作黨 | 2010年5月6日 | 2019年2月18日 | 2019年6月4日 |
| 安吉拉·史密斯     |      | 佩尼斯通和斯托克斯布里奇 |              | 工黨         | 2005年5月5日 | 2019年2月18日 | 2019年6月4日 |
| 安娜·蘇布里       |      | 布羅克斯托               |              | 保守黨       | 2010年5月6日 | 2019年2月20日 |              |
| 楚卡·烏穆納       |      | 斯特里漢姆               |              | 工黨         | 2010年5月6日 | 2019年2月18日 | 2019年6月4日 |
| 莎拉·沃拉斯頓     |      | 托特尼斯                 |              | 保守黨       | 2010年5月6日 | 2019年2月20日 | 2019年6月4日 |
| 註釋： 組織創始人 |      |                          |              |              |              |               |              |

## 備註
1. ↑  英國四人幫成立的社民黨最後與自由黨合併
2. ↑  當時史密斯說了「funny tin...」後便欲言又止，被指是打算說「funny tinge」
3. ↑  原文：Joan Ryan Gone – Palestine Lives

## 外部連結
- 官方网站
- 爭取變革獨立團體的X（前Twitter）
- 爭取變革獨立團體的Instagram帳戶
- 爭取變革獨立團體的Facebook專頁
- YouTube上的獨立團體 （页面存档备份，存于）
- BBC上的獨立團體 （页面存档备份，存于）